# Hans Fellgiebel

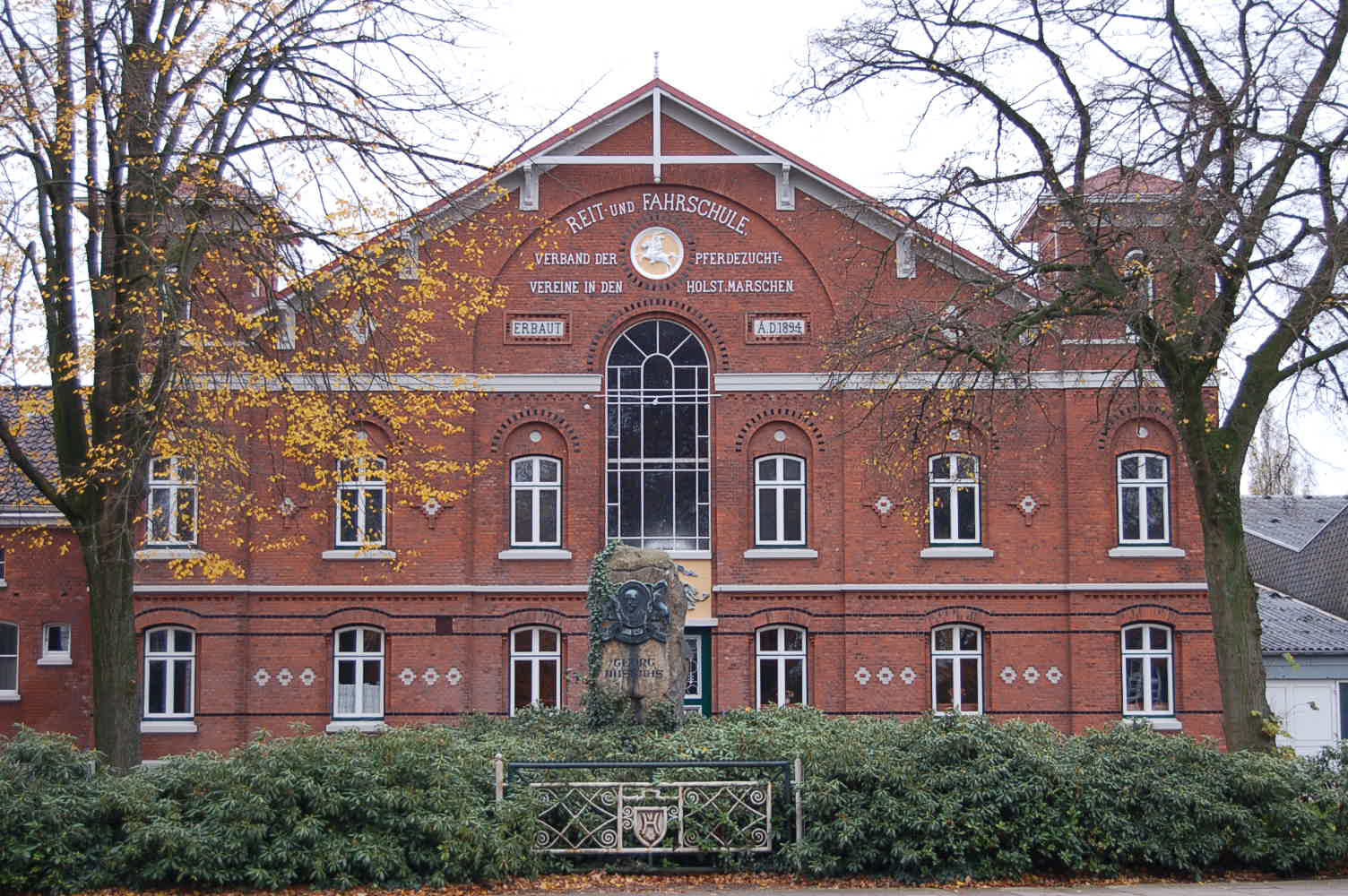
Szkoła jazdy konnej Elmshorn, dziś centrum hodowli koni holsztyńskich

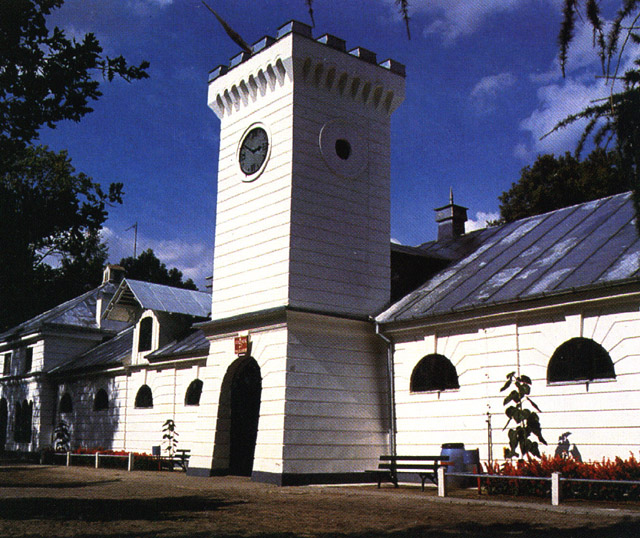
Stajnia Zegarowa w Janowie Podlaskim

Victor Hans Fellgiebel (ur. 17 listopada 1889 we Wrocławiu, zm. 4 września 1977 w Elmshorn, Szlezwik-Holsztyn, RFN) – niemiecki hodowca koni, hipolog.

## Życiorys
Urodził się w rodzinie ziemiańskiej jako syn Alberta Fellgiebela i jego żony Wilhelminy z domu Schmidt. Był młodszym bratem niemieckiego bojownika ruchu oporu Ericha Fellgiebela powieszonego na mocy wyroku Volksgerichtshof 4 września 1944) i ojcem niemieckiej jeźdźczyni Inge Theodorescu, a tym samym dziadkiem Moniki Theodorescu, wielokrotnej mistrzyni Niemiec i reprezentantki olimpijskiej w ujeżdżeniu. 
Do II wojny światowej Fellgiebel dorastał w rodzinnym majątku Poklatki niedaleko Kostrzynia w Prusach Zachodnich. Po szkole odbył praktykę rolniczą i hodowli zwierząt.
Po I wojnie światowej majątek rodzinny uległ rozwiązaniu, a Fellgiebel zajmował się następnie prowadzeniem hodowli koni w różnych majątkach na Pomorzu Zachodnim. W tym czasie miał już kontakty w Elmshorn, dokąd został sprowadzony w 1926 jako dyrektor szkoły jeździeckiej i nauki jazdy. Swoją działalność skupił na rozwoju dziedziny skoków przez przeszkody, która jest obecnie cechą charakterystyczną hodowli koni w Holsztynie.
Po ataku na Polskę w 1939 i jej zajęciu Fellgiebel, jako że znał język polski, został powołany na okupowane ziemie polskie przez pułkownika Gustava Raua, który był wówczas komisarzem ds. hodowli koni i stadnin w Generalnym Gubernatorstwie. Od 1940 pełnił funkcję komendanta stadniny koni arabskich Janów Podlaski. Zatrzymywał polską kadrę także na stanowiskach kierowniczych i sprawował nad nimi opiekę.
W lipcu 1944 w trakcie ewakuacji stadniny janowskiej na zachód został aresztowany z powodu podejrzenia o uczestnictwo w zamachu na Hitlera 20 lipca. Został skazany na 10 lat twierdzy (za dobre traktowanie polskiego personelu po wojnie został zaproszony do stadniny w Janowie, którą odwiedził jako gość).
Po zakończeniu wojny przejął prowadzenie państwowej stadniny w Bad Harzburg-Bündheim, skąd w latach 50. XX w. przeszedł na emeryturę. Nadal był aktywny i prowadził w Bündheim szkołę jazdy konnej z przynależnym do niej internatem wakacyjnym dla dzieci, które mogły tu uczyć się jeździć konno.